# Tonio Sebastian Richter
Tonio Sebastian Richter (* 1967 in Leipzig) ist ein deutscher Ägyptologe mit dem Schwerpunkt Koptologie.

## Leben
Richter studierte zunächst von 1987 bis 1992 evangelische Theologie an den kirchlichen Hochschulen in Leipzig und Naumburg und mit einer Arbeit über Die Hasmonäermünzen als Spiegel der Wirtschafts- und Kulturgeschichte Judäas im 2. und 1. Jh. v. Chr. seinen Diplom-Abschluss erreichte. Von 1992 bis 1996 studierte er an der Universität Leipzig bei Elke Blumenthal Ägyptologie. Zusätzlich befasste er sich an der Universität Halle mit Koptologie. Für seinen Magisterabschluss legte er eine Arbeit über Vorarbeiten zu einem Katalog der koptischen und griechischen Ostraka, Papyri und Stelen der Sammlung des Ägyptischen Museums der Universität Leipzig vor. Von 1998 bis 2006 war er wissenschaftlicher Mitarbeiter bzw. Assistent an der Universität Leipzig. 1999 wurde er dort mit einer Arbeit über Rechtssemantik und forensische Rhetorik. Untersuchungen zu Wortschatz, Grammatik und Stil der Sprache koptischer Rechtsurkunden promoviert.
2005 habilitierte sich Richter mit einer Arbeit über Pacht nach koptischen Quellen. Beiträge zur Rechts-, Wirtschafts- und Sozialgeschichte des byzantinischen und früharabischen Ägypten und erhielt damit die Lehrberechtigung für Ägyptologie mit dem Schwerpunkt Koptologie. Von 2006 bis 2009 war er Oberassistent an der Universität Leipzig, 2009 bis 2010 vertrat er den Lehrstuhl am Ägyptologischen Institut in Leipzig, 2010 bis 2011 am Ägyptologischen Institut der Universität Heidelberg und 2011 am Ägyptologischen Seminar der Freien Universität Berlin. Von 2011 bis 2014 war er Heisenberg-Stipendiat der Deutschen Forschungsgemeinschaft.
2014 wurde Richter zum Professor für Ägyptologie mit dem Schwerpunkt Koptologie an die Freie Universität Berlin berufen. Seit 2015 ist er außerdem Akademieprofessor an der Berlin-Brandenburgischen Akademie der Wissenschaften und leitet das Akademievorhaben Strukturen und Transformationen des Wortschatzes der ägyptischen Sprache. Text und Wissenskultur im Alten Ägypten.
Richter ist seit 2018 ordentliches Mitglied der Berlin-Brandenburgischen Akademie der Wissenschaften sowie seit 2014 korrespondierendes, seit 2020 ordentliches Mitglied des Deutschen Archäologischen Instituts.

## Schriften (Auswahl)
- Weitere Beobachtungen am koptischen Kambysesroman. In: Enchoria. Band 24, 1997/1998, S. 54–66.
- Rechtssemantik und forensische Rhetorik. Untersuchungen zu Wortschatz, Stil und Grammatik der Sprache koptischer Rechtsurkunden (= Kanobos. Band 3). Stegbauer & Wodtke, Leipzig 2002; 2. überarbeitete Auflage, Harrassowitz, Wiesbaden 2008, ISBN 978-3-447-05631-1.
- Der Dieb, der Koch, seine Frau und ihr Liebhaber. In: Collecteanea magica für Hans-W. Fischer Elfert (= Enchoria. Band 29). 2004/2005, S. 67–78.
- mit Suzana Hodak und Frank Steinmann: Coptica. Koptische Ostraka, Papyri und Grabstelen, spätantike Bauplastik, Keramik und Textilien (= Katalog ägyptischer Sammlungen in Leipzig. Band 3). Manetho, Berlin 2013, ISBN 978-3-447-06790-4.